# Liste der Monuments historiques in Marsannay-le-Bois
Die Liste der Monuments historiques in Marsannay-le-Bois führt die Monuments historiques in der französischen Gemeinde Marsannay-le-Bois auf.

## Liste der Objekte
| Bezeichnung                | Beschreibung                                                         | Standort                                   | Kennzeichnung | Schutzstatus | Datum | Bild |
| -------------------------- | -------------------------------------------------------------------- | ------------------------------------------ | ------------- | ------------ | ----- | ---- |
| Zwölf-Apostel-Retabel      | Kalkstein, farbig gefasst, 15. Jahrhundert                           | in der Kirche Nativité-de-la-Vierge (Lage) | PM21001432    | Classé       | 1907  |      |
| Weihwasserbecken           | Kalkstein, 15. Jahrhundert                                           | in der Kirche Nativité-de-la-Vierge (Lage) | PM21001433    | Classé       | 1913  |      |
| Skulptur Heiliger Nikolaus | Aufsatz eines Prozessionstabs; Holz, farbig gefasst, 16. Jahrhundert | in der Kirche Nativité-de-la-Vierge (Lage) | PM21001435    | Classé       | 1913  |      |
| Zwei Engelsskulpturen      | Holz, farbig gefasst, zweite Hälfte des 15. Jahrhunderts             | in der Kirche Nativité-de-la-Vierge (Lage) | PM21001434    | Classé       | 1913  |      |
| Glocke (1)                 | Bronze, 1630 gegossen                                                | in der Kirche Nativité-de-la-Vierge (Lage) | PM21001436    | Classé       | 1943  |      |
| Glocke (2)                 | Bronze, 1690 gegossen                                                | in der Kirche Nativité-de-la-Vierge (Lage) | PM21001437    | Classé       | 1943  |      |
| Glocke (3)                 | Bronze, 1714 gegossen                                                | in der Kirche Nativité-de-la-Vierge (Lage) | PM21001438    | Classé       | 1943  |      |
| Pietà                      | Holz, 17. Jahrhundert                                                | in der Kirche Nativité-de-la-Vierge (Lage) | PM21001439    | Classé       | 1958  |      |